# Liliyana Natsir

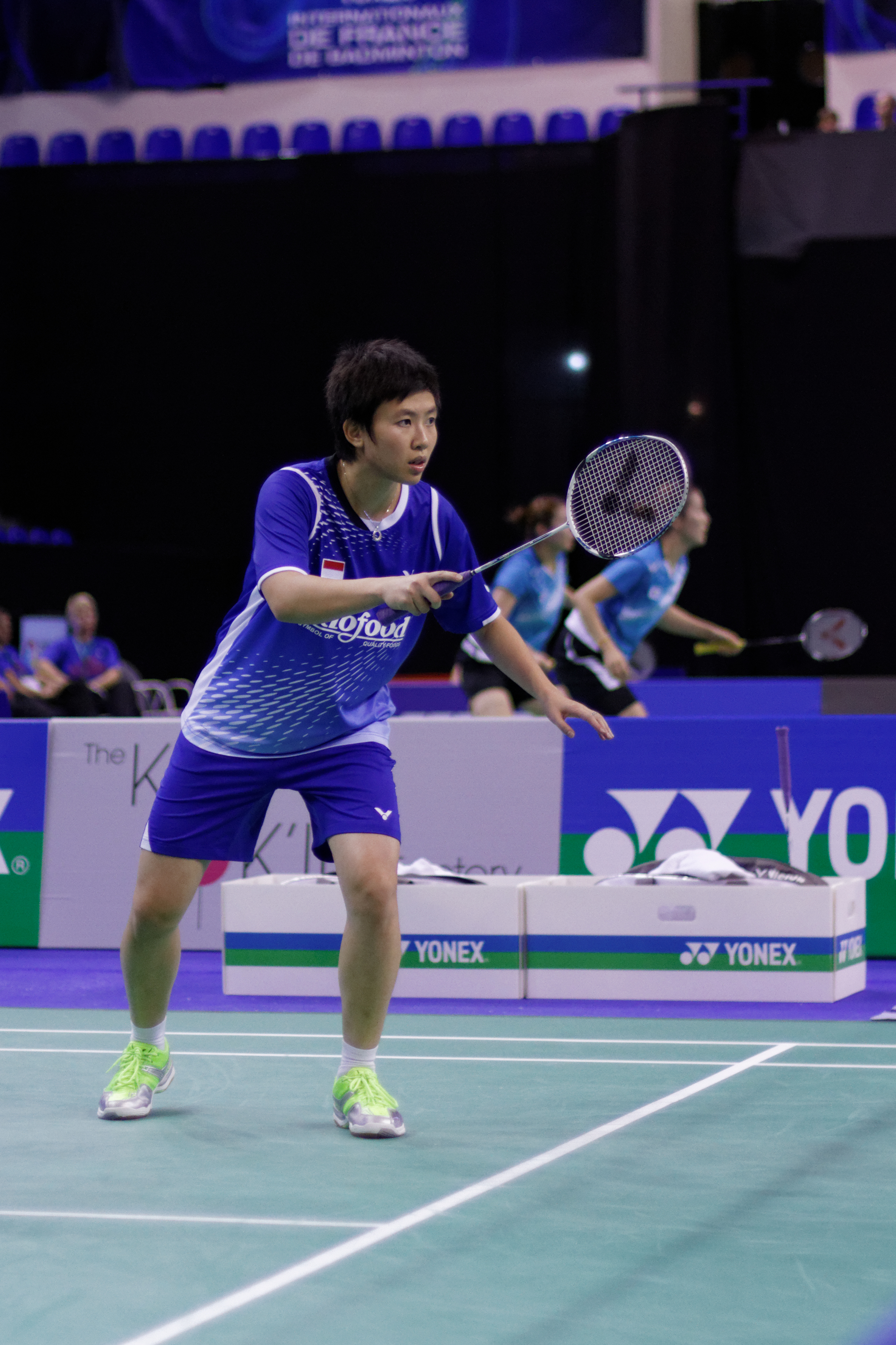
Liliyana Natsir, French Super Series 2013.

Liliyana Natsir (* 9. September 1985 in Manado) ist eine indonesische Badmintonspielerin.

## Karriere
Liliyana Natsir verzeichnet als ersten großen Erfolg den Gewinn der Asienmeisterschaft der Junioren im Mixed 2002 mit Markis Kido. Drei Jahre später stand sie schon bei den Weltmeisterschaften der Erwachsenen ganz oben. 2007 konnte sie den Titel im Mixed mit Nova Widianto erneut gewinnen. Bei den Olympischen Sommerspielen 2008 in Peking gewannen beide Spieler Silber. 2013 holte sie ihren dritten Weltmeisterschaftstitel im Mixed zusammen mit Tontowi Ahmad.

## Erfolge

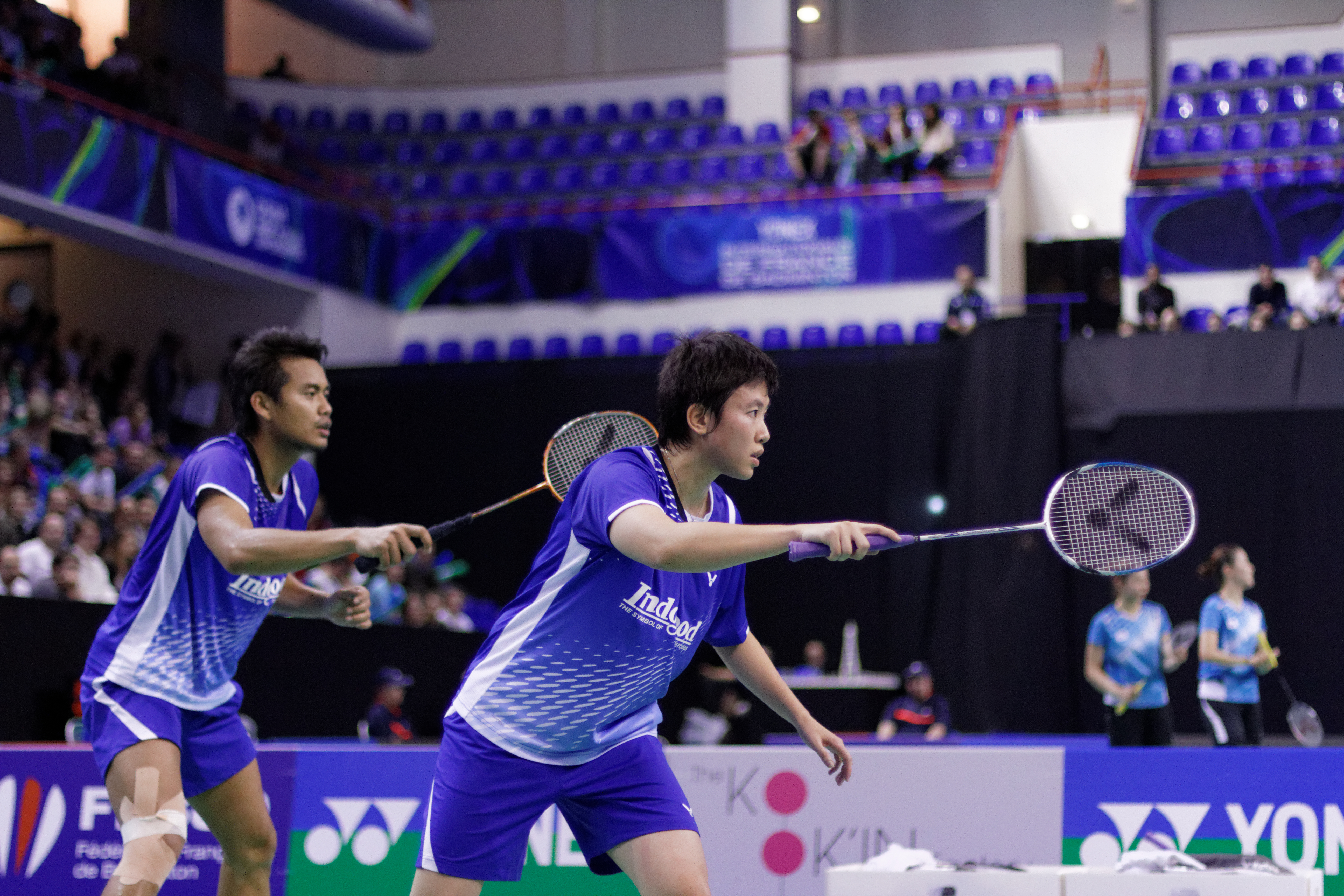
Liliyana Natsir - Tontowi Ahmad, French Super Series 2013.

| Saison | Veranstaltung                   | Disziplin   | Platz           | Name                             |
| ------ | ------------------------------- | ----------- | --------------- | -------------------------------- |
| 2002   | Asienmeisterschaft der Junioren | Mixed       | 1               | Liliyana Natsir / Markis Kido    |
| 2004   | Singapur Open                   | Mixed       | 1               | Liliyana Natsir / Nova Widianto  |
| 2004   | China Open                      | Mixed       | 3               | Liliyana Natsir / Nova Widianto  |
| 2005   | Weltmeisterschaft               | Mixed       | 1               | Liliyana Natsir / Nova Widianto  |
| 2005   | Indonesia Open                  | Mixed       | 1               | Liliyana Natsir / Nova Widianto  |
| 2006   | Singapur Open                   | Mixed       | 1               | Liliyana Natsir / Nova Widianto  |
| 2006   | Hong Kong Open                  | Mixed       | 2               | Liliyana Natsir / Nova Widianto  |
| 2006   | Chinese Taipei Open             | Mixed       | 1               | Liliyana Natsir / Nova Widianto  |
| 2006   | Asienmeisterschaft              | Mixed       | 1               | Liliyana Natsir / Nova Widianto  |
| 2007   | Philippines Open                | Mixed       | 1               | Liliyana Natsir / Nova Widianto  |
| 2007   | China Masters                   | Damendoppel | 1               | Liliyana Natsir / Vita Marissa   |
| 2007   | Weltmeisterschaft               | Mixed       | 1               | Liliyana Natsir / Nova Widianto  |
| 2008   | Olympia                         | Mixed       | 2               | Liliyana Natsir / Nova Widianto  |
| 2010   | Vietnam Open                    | Mixed       | 1               | Liliyana Natsir / Tontowi Ahmad  |
| 2011   | Macau Open                      | Mixed       | 1               | Liliyana Natsir / Tontowi Ahmad  |
| 2012   | Open Japan Super Series         | Mixed       | Finalist        | Liliyana Natsir / Muhammad Rizal |
| 2012   | Indonesia Open Grand Prix Gold  | Mixed       | 1               | Liliyana Natsir / Tontowi Ahmad  |
| 2012   | Macau Open                      | Mixed       | 1               | Liliyana Natsir / Tontowi Ahmad  |
| 2012   | BWF Super Series Finale         | Mixed       | Viertelfinalist | Liliyana Natsir / Tontowi Ahmad  |
| 2013   | Korea Open Super Series         | Mixed       | Viertelfinalist | Liliyana Natsir / Tontowi Ahmad  |
| 2013   | All England Super Series        | Mixed       | 1               | Liliyana Natsir / Tontowi Ahmad  |
| 2013   | Swiss Open Grand Prix Gold      | Mixed       | Halbfinalist    | Liliyana Natsir / Tontowi Ahmad  |
| 2013   | India Open Super Series         | Mixed       | 1               | Liliyana Natsir / Tontowi Ahmad  |
| 2013   | Indonesia Open Super Series     | Mixed       | Halbfinalist    | Liliyana Natsir / Tontowi Ahmad  |
| 2013   | Singapur Super Series           | Mixed       | 1               | Liliyana Natsir / Tontowi Ahmad  |
| 2013   | Weltmeisterschaft               | Mixed       | 1               | Liliyana Natsir / Tontowi Ahmad  |